# Vélorail
Une cyclo-draisine, ou vélo-rail, ou rando-rail, appelé aussi pédalo sur rails est un véhicule ferroviaire léger, propulsé par la force musculaire de ses occupants, avec une éventuelle assistance électrique légère, permettant de visiter une ancienne voie ferrée. Le terme de cyclo-draisine est parfois aussi utilisé mais il se réfère plutôt au matériel roulant lourd appelé draisine.
Le vélorail est lui équipé de pédaliers et de chaînes de transmission comme une bicyclette, permettant de rouler à 30 km/h, voire à 40 km/h lorsque la voie ferrée est empruntée en descente, plus lentement à la montée. Les parcours sont conçus en fonction des [Quoi ?] et peuvent comporter jusqu'à une vingtaine de kilomètres.
Cette activité ludique ou sportive, relevant du tourisme durable permet de découvrir une région et des paysages silencieux, souvent oubliés, via d'anciennes voies ferrées éloignées des routes, empruntant des ouvrages d'art, ponts et viaducs, qui servaient à effacer le relief accidenté des régions de moyenne montagne.

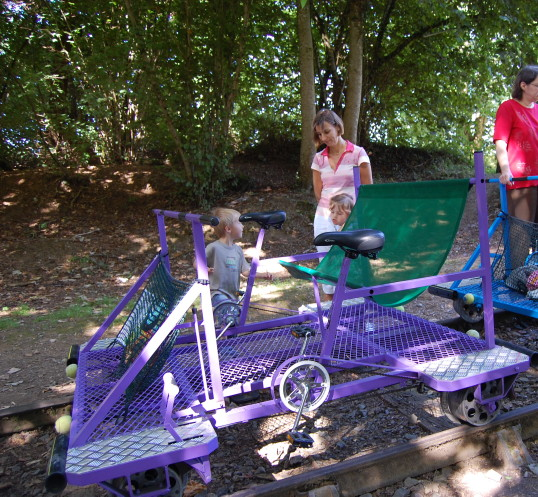
Une draisine du vélo-rail de Bussière-Galant.

Un ou deux passagers prennent place sur des selles, avec chacun la sienne, pour les personnes actionnant des pédales, et éventuellement deux ou trois personnes sur des sièges pour celles qui ne pédalent pas, ce qui rend la machine accessible à tous, en particulier aux personnes handicapées en tant que passagers. Cette accessibilité est renforcée par l'existence de cyclo-draisines à assistance électrique.
Il existe en France de nombreux lieux où ce sport est pratiqué en mode ludique, tels que le vélorail de Bussière-Galant à Châlus, la ligne de Nouvel-Avricourt à Bénestroff, le vélorail du Cézallier, celui du Bourbonnais, la ligne de Réding à Diemeringen, le Vélorail du Val du Haut-Morin ou encore la ligne de Vias à Lodève, le Vélorail du Larzac, le vélorail du Sancerrois et le Vélorail des Ancizes. D'autres sont également connus:
- le VéloRail du Périgord vert (Dordogne), 11 km de Corgnac à Thiviers[3];
- le VéloRail d'Etretat (Seine-Maritime), 5,2 km à travers le Pays de Caux[3];
- le CycloRail du Sancerrois, 10 km de Cosne-sur-Loire à Sancerre[3].

## Histoire

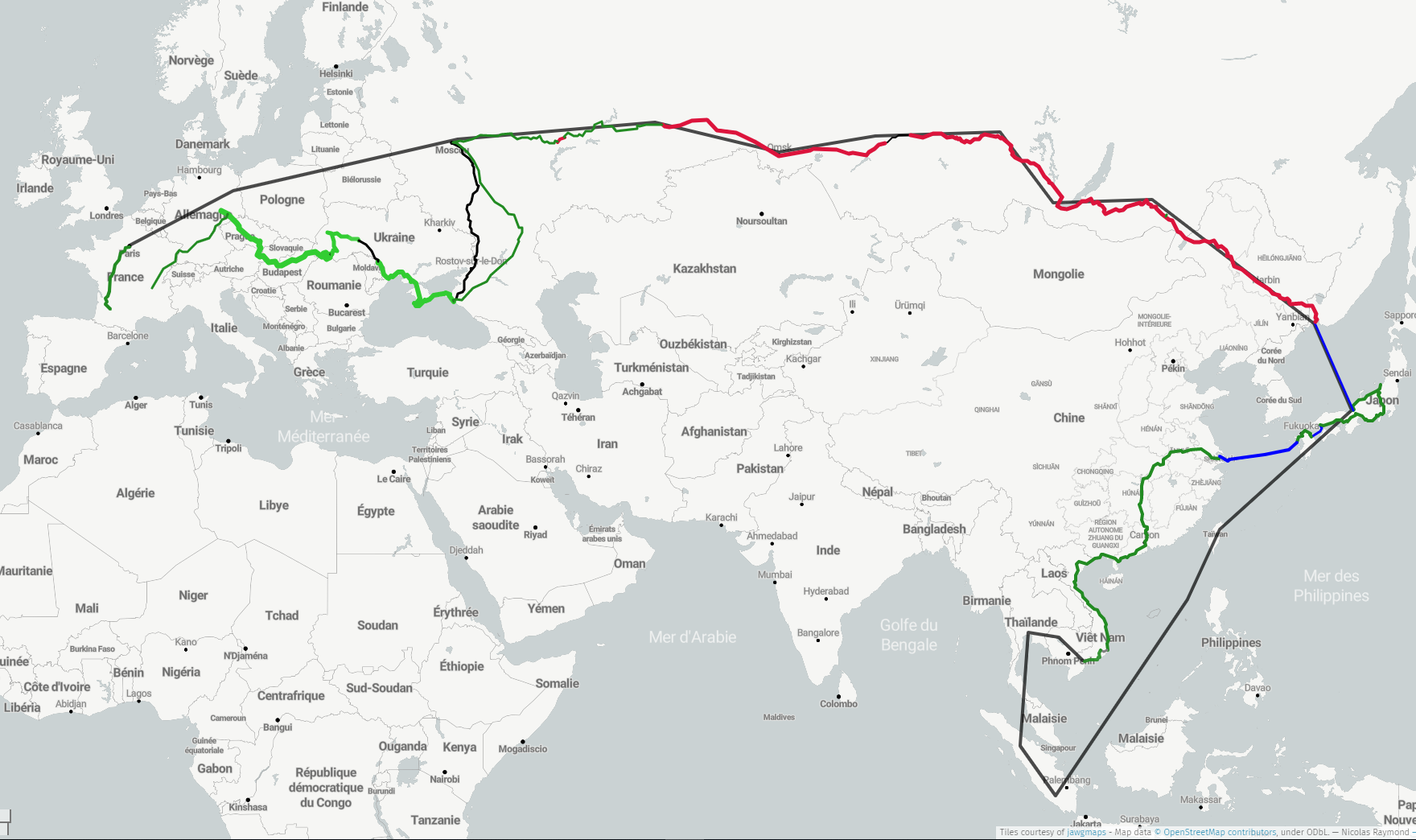
Itinéraire de Lucien Péraire lors de son voyage en 1928-1932.

En 1930, l'ouvrier français Lucien Péraire a atteint Irkoutsk par les voies du trans-sibérien sur la bicyclette qu'il avait modifiée au bord de la Volga, au Tatarstan,,. L'idée de la transformer en machine de vélorail lui est venu au cours du long voyage traversant l'URSS.
Parti de France le 24 juillet 1928 pour un tour du monde à vélo, Lucien Péraire entre en Allemagne le 29 avec un compagnon de route le 12 octobre en Union soviétique, où il n'y a plus de chemin, ce qui l'amène à envisager une draisine pour rouler à bicyclette sur les voies ferrées. Son intention est pacifiste, dimension assez remarquée, compte tenu du contexte politique du moment et il a commencé son périple à vélo, par l'Allemagne. La notion de solidarité mise en avant par le projet autour de l'espéranto lui a permis de décrocher l’autorisation de l’administration soviétique pour rouler sur les rails.
À Kazan, Lucien Péraire construit son appareil pour voyager à vélo sur le chemin de fer soviétique. Pendant trois semaines, il bricole dans un atelier d'Etat, devant trouver tout son matériel au marché noir. Il reçoit le premier permis de circulation à vélo sur les rails du Transsibérien grâce à l'appui du touring club soviétique (Avtodor (ru)). L'évènement est couvert par la presse internationale, et lorsqu'il arrivera à Bangkok, il trouvera des adaptations de son appareil.
Il séjournera au Japon et atteindra l’actuel Vietnam, alors Indochine française.
Juin 1930 le voit arriver juché sur sa machine dans le port de Vladivostock le long d’une large avenue boueuse et mal pavée, devant une foule enthousiaste. Les journaux japonais parlent régulièrement de son périple, ce qui fait qu'une jeune femme qui les a lus propose d’organiser son séjour.

## Fonctionnement

### Vitesse et assistance électrique
La vitesse de circulation en vélorail oscille entre 10 et 30 km/h, permettant un parcours de promenade deux à trois fois plus long que pour des piétons. Parfois, une promenade piétonne prolonge le vélorail, au delà des rails.
Plutôt que doubler une équipe jugée trop lente, il est conseillé d'échanger les machines. Aux passages à niveau, le vélorail a priorité sur les autos, comme un train. Sur certains vélorails, une assistance électrique légère, qui peut être ajoutée par un kit amovible, se déclenche à la montée.

### Pentes faibles
L'effort, proportionnel à la pente, jamais forte sur un réseau ferroviaire, ne nécessite pas une conditions physique exceptionnelle. Il est aussi lié aux matériaux utilisés. Dans certains vélorails, des places permettent d'embarquer des enfants.

## Public
Ce loisir vise le public des familles et groupes d'amis, via des véhicules de quatre à six places, intéressés par les paysages sauvages et l'histoire ferroviaire au delà du cercle des passionnés de trains, sur des voies rurales déclassées puis reconverties en attractions touristiques. Certains sont dotés de deux postes avant et trois autres assis à l'arrière, sur une banquette.
D'un point de vue touristique, le vélorail a pour spécificité l'accès à des paysages inaccessibles autrement. Il est apprécié car il « rapproche de la nature », dans un cadre favorable qui a toujours été favorable au roman, à commencer par ceux d'Agatha Christie, mais adapté au souhait plus récent de ralentissement, en continuant à « faire vivre le mythe ferroviaire ».

## En France

### Cadre général
En France, c’est Réseau ferré de France (RFF), établissement public créé par l’État en 1997 pour détenir et gérer les 29 000 km de lignes ferroviaires françaises, qui assure les opérations de cessions de lignes et des emprises foncières associées au profit des collectivités territoriales.
L'exploitation de vélorails contribue à l'entretien des voies ferrées. L'écartement des rails est parfois différent d'une région à l'autre.

### Développement
Au début des années 2000, en 2004, est apparue une fédération des exploitants, appelée Fédération des vélorails de France, présidée par Daniel Claret, fondateur du vélorail du perigord vert .
Des collectivités locales s'en sont emparées. Le Conseil général de Seine-et-Marne a lancé un projet d’aménagement sur une portion de voie ferrée désaffectée entre la Ferté Gaucher et Meilleray, d’une longueur de 11 km, qui est devenu un vélo-rail interdépartemental.
Le vélorail est particulièrement développé en France, avec plus de 64 réseaux actifs en 2023, qui ont totalisé plus de 590 000 voyageurs en 2022 et une estimation de 600 000 en 2023. Le nombre des réseaux a plus que doublé en une quinzaine d'années. Selon Jean Paul Austry, patron du vélorail du Larzac et l'un des représentants de la Fédération des vélorails de France française des vélorails, fédérant les 63 exploitants et leur plus de mille kilomètres de lignes touristiques, la création de nouvelles lignes a contribué au succès de cette activité.
La France ne totalisait qu'une trentaine de réseaux de vélorails en 2006, puis une petite cinquantaine lors de la décennie suivante, selon la Fédération des vélorails de France mais ce nombre a continué à progresser : en 2021, il existait 56 réseaux de vélorail répartis sur le territoire français. Beaucoup se sont regroupés pour former une fédération des vélos-rail de France, qui participe au développement du tourisme local et à l'établissement des règles de sécurité liées à l'activité. Le quotidien Le Figaro a recensé au moins un site de vélorail dans chaque région, hormis en Corse, en PACA et dans les DOM-TOM où il n'en existe pas.
Certains itinéraires sont parcourus à la fois par des cyclo-draisines et des trains touristiques, tandis que d'autres permettent de combiner les deux.
A Paris, la mairie a décidé rachat à la SNCF d'une friche le long d'une voie ferroviaire désaffectée, de l'ex-ligne de Petite Ceinture, pour y créer une "forêt urbaine" couplée à un parcours de vélorail et des services dans des wagons restaurants.

## Ailleurs en Europe et au-delà
Le vélorail est pratiqué dans de nombreux pays européens (Allemagne, Danemark, Pologne, Grèce, Portugal, etc.), mais aussi aux États-Unis, en Asie et en Afrique du Sud. Il y a notamment aussi des vélorails en Belgique : Railbike sur la section Kalterherberg – Sourbrodt de la ligne des Fagnes et draisines de la Molignée sur la section Maredsous – Warnant de l'ancienne ligne 150 ; il y en a également au Grand-Duché de Luxembourg sur la section Fond-de-Gras – Bois-de-Rodange de la ligne Pétange - Fond-de-Gras - Doihl.
Il existe aussi des parcours de vélorails aménagés  en Grèce, encore en projet, et au Portugal ou encore en Allemagne et aux États-Unis.
En Italie, Paul Austry, représentant de la Fédération des vélorails de France  et directeur du Vélorail du Larzac, travaille sur plusieurs projets, notamment en Sardaigne, où Davide Burchi, maire de Lanusei, a souligné l’importance de vélorail dans l'offre touristique lors de la troisième édition du Festival Itaca du tourisme responsable, qui a eu lieu en Ogliastra en septembre 2023. Le directeur du Vélorail du Larzac est venu partager son expérience en France, où près de 42 000 voyageurs ont été transportés en 2023.
Le vélorail en Sardaigne prévoit d'utiliser les voies ferrées du Trenino verde. La loi italienne sur les chemins de fer touristiques, votée à l'unanimité le 9 août 2017, prévoit l’utilisation des voies à cet usage, selon le discours d'Alberto Sgarbi, président de la Fédération italienne des chemins de fer touristiques et des musées (FIFTM) lors du Festival Itaca 2023. L'Italie souhaite rapidement lancer quelques lignes expérimentales, afin d’arriver, dans des délais raisonnables, au schéma définitif des règlements d’exploitation. Angelo Stochino, maire d’Arzana, a souligné la beauté des paysages visitables de Lanusei à Arzana, ainsi que l’importance de la nouvelle fondation pour le vélorail, promue par la Région Sardaigne pour favoriser son émergence et son développement, de concert avec celle du Trenino verde.

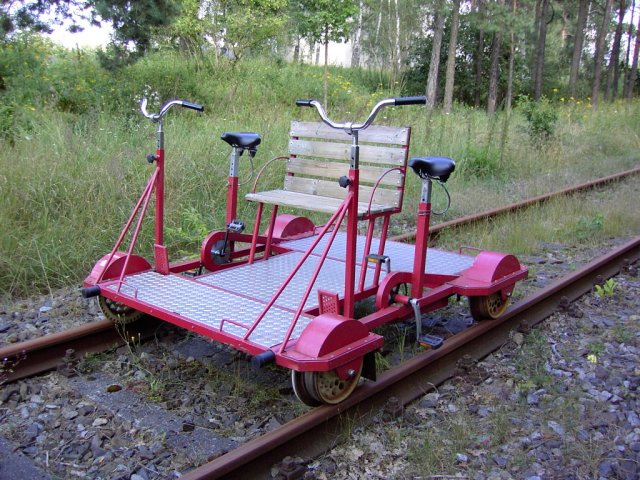
Cyclo-draisine.
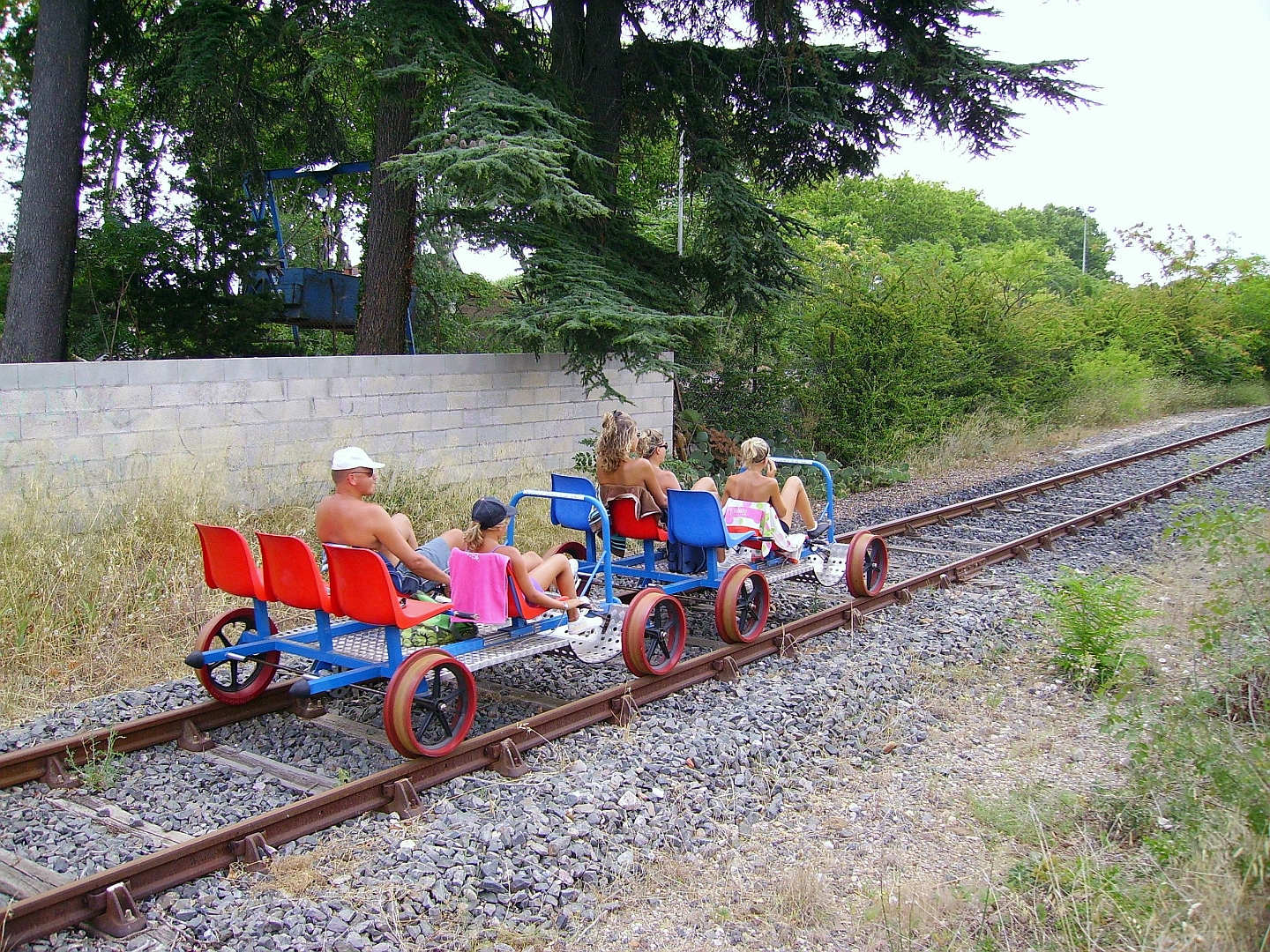
Vélos-rail à Saint-Thibéry, sur l'ancienne voie ferrée de Vias à Lodève.
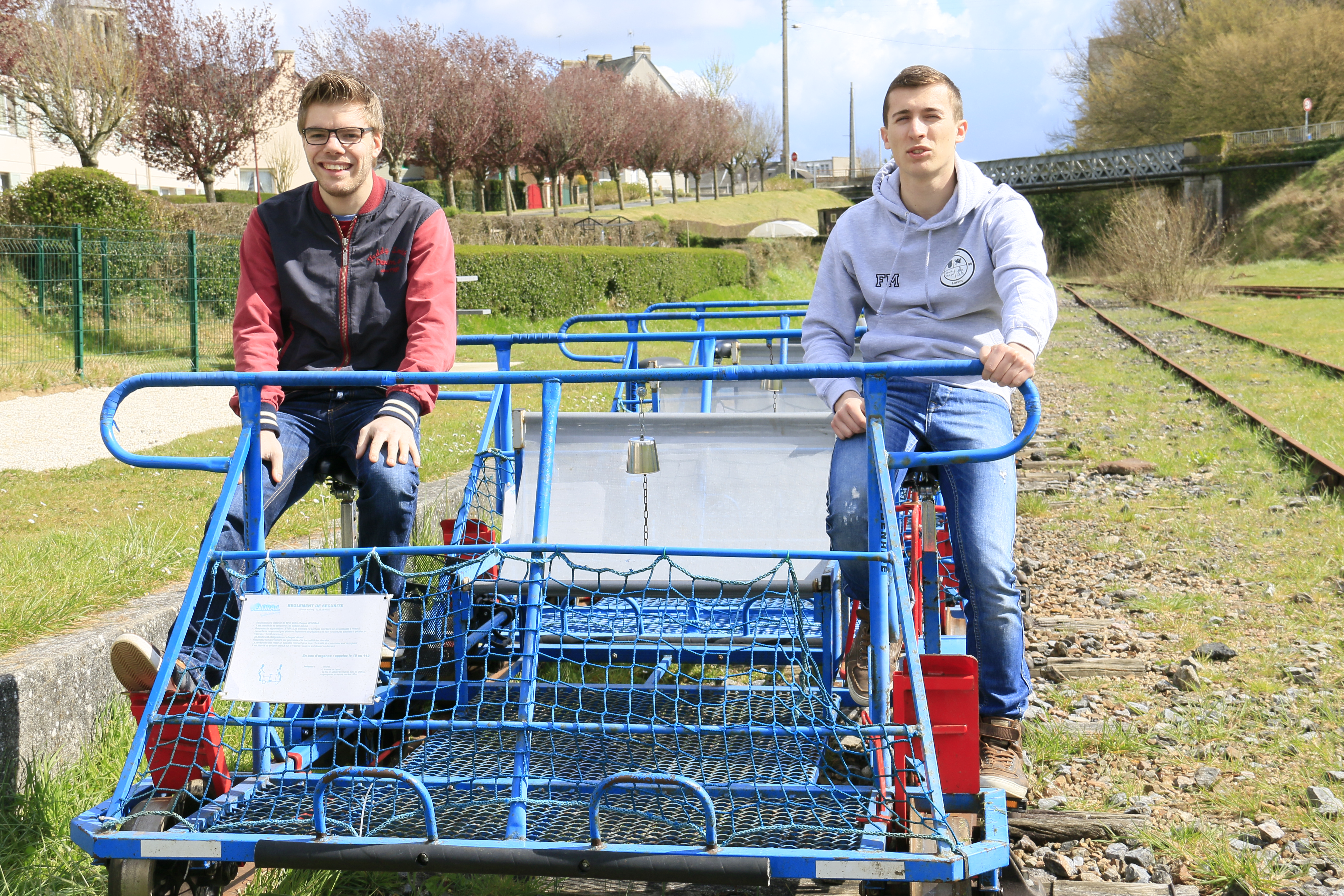
Une des 15 cyclo-draisines du Vélorail normand de Condé-sur-Vire.
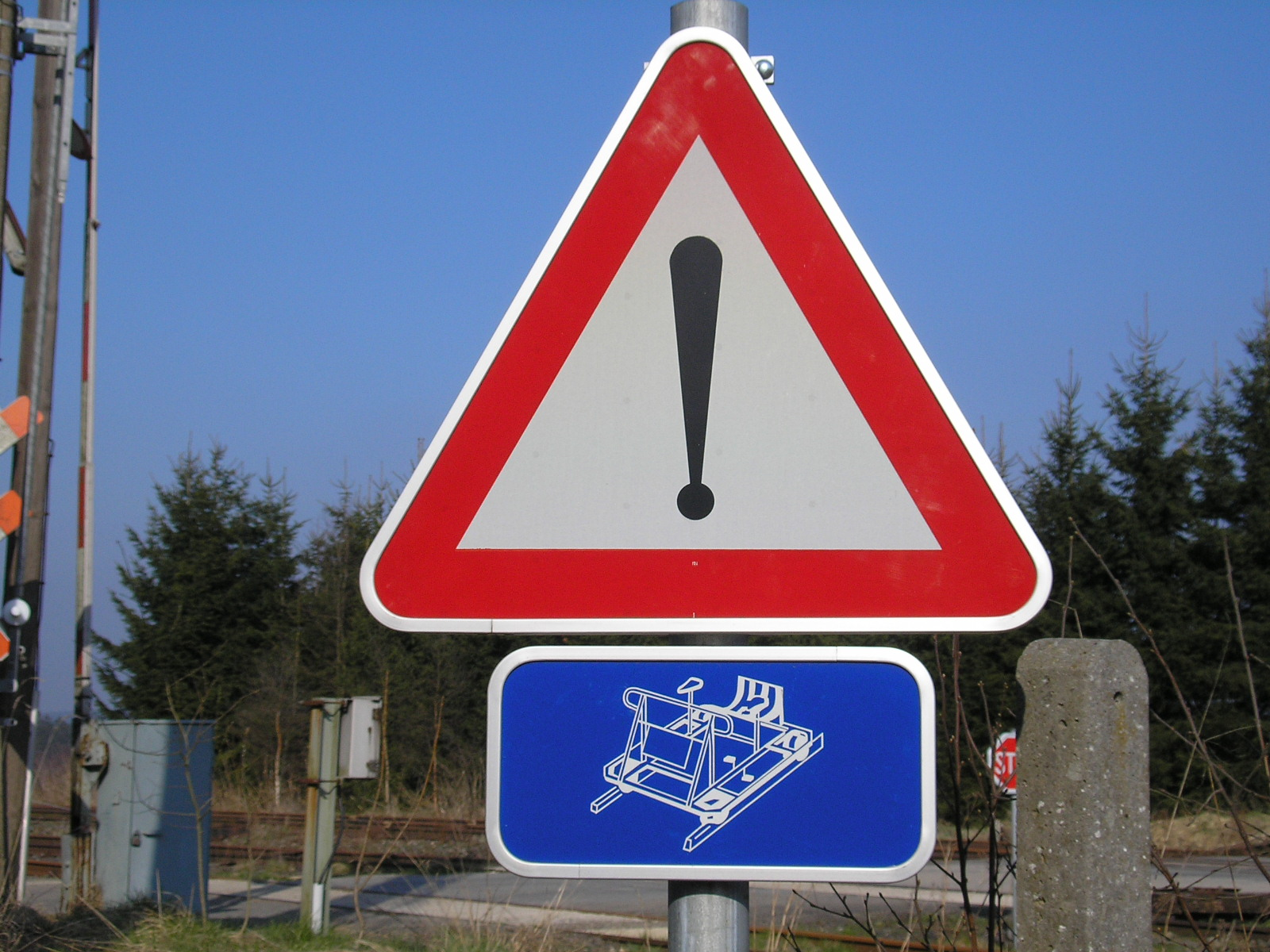
« Attention, cyclo-draisines » à un passage à niveau en gare de Sourbrodt.

Le Vélorail se développe aussi en Irlande , où est entrepris un recyclage des anciennes voies ferrées pour toutes sortes d'usages. Au début de l'été 2023, un itinéraire Velorail a été créé au nord et au sud de la gare de Kiltimagh, à travers plusieurs kilomètres de campagne, avec pour objectif de profiter, mieux qu'en vélo sur une route classique, à travers le comté de Mayo, de la flore et de la faune locales et des paysages de la campagne locale vallonnée. Les promoteurs de la location de 15 km de cette ligne de chemin de fer ont estimé qu’au cours de la première année, «il y aurait 10000 visiteurs et qu’il y en aurait 80 000 au cours de la cinquième année ». La fermeture au milieu des années 1970 de la ligne de chemin de fer passant à Kiltimagh avait été considérée localement comme "un désastre". Le dernier train de voyageurs date de 1963 puis le frêt a fermé et la voie ferrée, restée inactive à partir de 1975, a été envahie par la végétation, avant un partenariat entre la communauté locale et l’Association touristique de Kiltimagh, appuyé par un financement des fonds publics du ministère du Développement rural.

## Fabrication
L'engouement pour la pratique du vélorail a amené une trentaine au total d'exploitants spécifiques à se regrouper dès 2004, au sein d’une entité associative : « Vélorails de France ». Deux ans plus tard, deux constructeurs de matériel roulants ont été homologués par le service technique des remontées mécaniques et des transports guidés, rattaché à la direction des transports terrestres du ministère de l’Équipement. La fédération recense pour sa part tous les fabricants, ainsi que les fournisseurs et les exploitants.
Des vélorails fabriqués en France ont fait leur apparition de plus en plus fréquente,. Depuis 2010, la fabrication locale de vélorails a été initiée par Jean-Paul Austruy à Sainte-Eulalie-de-Cernon, en utilisant des composants venus de France et d'Italie, et à partir du printemps 2021, un nouveau bâtiment d’une surface de 500 m2, traversé par une voie ferrée et dédié à l'assemblage et la fabrication de vélorails, a été inauguré près de la gare, employant des mécaniciens chargés de réparer, entretenir et aménager le train touristique, les vélorails, et les locomotives. Le chassis des vélorails est assemblé et peint aux ateliers de la Manufacture d’Oc à Rodez, dans l'Aveyron, et une découpe au laser effectuée par Sud Découpe Industrie. Depuis novembre 2021, le site assure le montage d'une centaine de vélorails chaque année, rythme passé en moyenne à un vélorail par jour, dont la moitié acheminés vers d'autres sites d'exploitation, parmi lesquels le Petit Train des Cévennes, le Vélorail de Chauvigny, et celui de Médréac en Bretagne.

## Règlementation
En France, les installations de vélorails exploitées par des entreprises locales se sont concrétisées, en 2005, par la mise en place d'une structure de contrôle de l'État : le Service technique des remontées mécaniques et des transports guidés (STRMTG).
Ce service publie des référentiels techniques pour les chemins de fer touristiques et les vélorails. Par l'intermédiaire de Bureaux inter-régionaux (BIRMTG), il contrôle régulièrement le niveau de sécurité des exploitations hors du réseau ferré national.

## Dans la culture populaire
- Une draisine qui marche à la voile apparait dans le film de Michael Anderson  en 1956, "Le Tour du monde en quatre-vingts jours" , où les héros de l'œuvre de Jules Verne, ainsi adaptée, Phileas Fogg (David Niven) et son domestique Passepartout (Cantinflas)  étaient très pressés.
- Une draisine à moteur est utilisée par le personnel de la SNCF, ou d'autres compagnies ferroviaires, pour l'entretien des voies, et apparait dans l'album d'Hergé, "Tintin chez les Soviets" qui ait copié, cela s'est perdu dans la nuit des temps[24].